# 62-es típus
A 62-es típus (kínai 62式) gyári jelölése: WZ132. Ez a könnyű harckocsi a Kínai Népköztársaság első hazai fejlesztésű tankja. Az alapot a szovjet T–54-es kínai licence, az 59-es típus adta.
Főként a fejletlen infrastruktúrájú kínai területeken (pl.: a dombos, rizsföldekkel tarkított Dél-Kínában) használták.

## Előzmények
Amikor az 59-es típusú fő csataharckocsit kifejlesztették, nyilvánvalóvá vált, hogy a harckocsi nagy súlya miatt nehézségekbe ütközik Dél-Kína területein. Ezek a területek ugyanis többnyire hegyláncokból, dombokból, rizsföldekből, tavakból és folyókból állnak, amelyek sokszor híd nélküliek, vagy olyan hidakkal rendelkeznek, amelyek nem bírták el az 59-es típusú harckocsi súlyát. Ezért az 1950-es évek évek végén a PLA szárazföldi erői követelményeket támasztottak egy könnyű harckocsira, amelyet sikeresen be lehetne vetni Dél-Kína területein. A Type 62 könnyű harckocsi fejlesztése a 674-es gyárban (Harbin First Machinery Building Group Ltd.) kezdődött 1958-ban. Az első Type 62 könnyű harckocsi prototípus (Type 59-16) építése 1960-ban kezdődött és 1962-ben ért véget. A harckocsi hivatalosan 1963-ban állt szolgálatba a PLA-val.

## Leírás
A 62-es típus volt Kína első hazai tervezésű harckocsija, amely azonban elődje számos jellegzetességét megtartotta (igaz, a bázismodellnél kisebb méretben), emiatt az 59-es típus és a 62-es típus sziluettje távolról gyakorlatilag megegyezett.
Az új modell rövidebb, 7,9 méter hosszú testén ülő torony új fejlesztés volt, de ez is a szovjet „gomba-kupola” formát követte (kisméretű, egy darabból öntött, lapított félgömb alakú torony). Ennek a kialakításnak voltak előnyei (kisebb célpontot nyújtott, növelte a lövedékek lepattanásának esélyét), de az eredetileg is szűkös torony méretének további csökkentése miatt a küzdőtér igen zsúfolttá vált. E problémát súlyosbította, hogy a csökkentett méret ellenére a négyfős legénységet megtartották (ebből három fő a toronyban kapott helyet).
Helyhiány miatt az 59-es típusban használt 100 mm-es löveget nem építhették be, ezért a 62-es típus a korábbiaknál kisebb kaliberű, de a könnyű harckocsik között még így is erőteljesnek számító, 85 mm-es löveget kapott. Érdekes, hogy a két darab 7,62 mm-es géppuska mellett a torony tetejére szerelt 12,7 mm-es légvédelmi géppuskát nem a parancsnoknak kellett kezelnie, így ő minden helyzetben a páncélos irányítására koncentrálhatott.
A harckocsi támadóereje féloldalas volt: egyrészt a 62-85TC típusú löveghez többféle páncéltörő lőszert gyártottak, köztük az igen hatásos űrméret alatti nyíllövedéket, másrészt viszont nem szerelték fel modern tűzvezető rendszerekkel (emiatt mozgás közbeni tüzelés esetén a találati arány drasztikusan lecsökkent).
A harckocsi védelme szintén gyenge volt, de ez logikus következmény volt, révén a 62-es típus tömege nem léphetett túl bizonyos határt. Emiatt az 59-es típus 20–203 mm közötti páncélzatával szemben a 62-es típus védelme a legvastagabb helyen, a torony elején is csupán 50 mm-es volt, a test egyes pontjain pedig mindössze 15 mm-nyi acéllemez védte a bent ülőket.
Ez viszont kedvező hatással volt a jármű mozgékonyságára. A relatív könnyű harckocsit egy 12 hengeres, 430 lóerős erőforrás mozgatta, ezáltal a harcjármű nehéz terepen is jól boldogult. A vízhűtéses erőforrás az elődökhöz hasonló öt nagyméretű futógörgőt hajtott (a 62-es típus könnyen felismerhető volt az első és a második tengely közötti résről).
A visszafutó-görgő nélküli lánctalppal a harckocsi 60 km/h-s végsebességre volt képes. A 62-es típus nem volt úszóképes, menetből 1,4 (gázló-készlettel 5) méter mély vízben volt képes haladni.

## Változatok

### Az alvázon alapuló egyéb tervezetek
GJT 211 (páncélozott bulldózer):
A 62-es típus váza adta az alapot ehhez a földmunkagéphez. A harckocsi tornyát elhagyták és a helyére egy kabint, valamint rakteret építettek (ez az alapváltozatnál nyitott, a GJT 211A-nál zárt). A tolólappal felszerelt típust egyetlen 12,7 mm-es géppuskával szerelték fel. A 47 km/h-s sebességre képes harcjárműből (GSL 131 néven, 82-as típus jelzéssel) aknamentesítő variánst is készítettek.
GSL 110B (páncélozott aknamentesítő):
Ez a GSL 131-hez hasonló modell egy rakétás aknamentesítő. Elődjéhez hasonlóan itt is a vázig lecsupaszították a páncélost, de a GSL 110B egy rendkívül lapos tornyok kapott, amelyre 24 vetőcsövet erősítettek.

## Fordítás
- Ez a szócikk részben vagy egészben  a   Type 62 című angol Wikipédia-szócikk fordításán alapul.  Az eredeti cikk szerkesztőit annak laptörténete sorolja fel. Ez a jelzés csupán a megfogalmazás eredetét és a szerzői jogokat jelzi, nem szolgál a cikkben szereplő információk forrásmegjelöléseként.